# Salicylan choliny
Salicylan choliny (łac. cholini salicylas) – organiczny związek chemiczny z grupy salicylanów, sól kwasu salicylowego i choliny. Jest dobrze tolerowany przez organizm. Działa przeciwbólowo, przeciwzapalnie, przeciwgorączkowo (słabiej). Dlatego też jest stosowany w pediatrii, w długotrwałej terapii stanów zapalnych jamy ustnej, uszu czy nosa, po ekstrakcji zębów, a także w chorobie reumatycznej.

## Mechanizm działania
Mechanizm działania polega na nieselektywnym hamowaniu cyklooksygenazy co skutkuje zmniejszeniem syntezy i uwalniania prostaglandyn. Hamowana jest również synteza tromboksanu i prostacykliny. Dodatek choliny powoduje zwiększenie wydzielania śliny, co uzupełnia efekt przeciwzapalny preparatu w pastylkach. Dodatkowo cholina poprzez tworzenie soli z kwasem salicylowym obniża jego właściwości drażniące błonę śluzową żołądka. Związek wykazuje także słabe działanie miejscowo odkażające.

## Wskazania
- stany zapalne błony śluzowej jamy ustnej i gardła
- stany zapalne dziąseł i tkanek przyzębia
- nadżerki i owrzodzenia jamy ustnej
- ból i obrzęk gardła towarzyszący stanom zapalnym
- wspomagająco w antybiotykoterapii zakażeń błony śluzowej jamy ustnej i gardła
- ostre zapalenie ucha środkowego, błony bębenkowej oraz przewodu słuchowego zewnętrznego.

## Przeciwwskazania
Nadwrażliwość na substancję, salicylany i inne leki z grupy NLPZ
- dodatkowo dla postaci w pastylkach: obecność żylaków przełyku (ryzyko krwotoku)
- dodatkowo dla postaci kropli do uszu: perforacja błony bębenkowej
- dodatkowo dla postaci żelu na dziąsła: wiek poniżej 3 lat

## Ostrzeżenia specjalne
- Ostrożnie stosować u osób ze stanami zapalnymi przewodu pokarmowego, chorobą wrzodową żołądka i dwunastnicy, astmą oskrzelową.
- Pastylek z cukrem nie należy stosować u pacjentów z rzadkimi dziedzicznymi zaburzeniami związanymi z nietolerancją fruktozy, zespołem złego wchłaniania glukozy-galaktozy lub niedoborem sacharazy-izomaltazy, a także zachować ostrożność przy ich podawaniu u osób z cukrzycą oraz ze skłonnością do próchnicy.
- Pastylki bez cukru nie powinny być stosowane u pacjentów z rzadko występującą dziedziczną nietolerancją fruktozy oraz u osób z fenyloketonurią ze względu na zawartość aspartamu.
- U dzieci poniżej 12 roku życia wskazania do podania salicylanów powinny być ustalone przez lekarza ze względu na możliwość wystąpienia zespołu Reye’a.
- Nie zaleca się stosowania preparatu w ciąży. W okresie karmienia piersią może być stosowany jedynie w przypadku zdecydowanej konieczności, gdy przewidywane korzyści dla matki przewyższają potencjalne ryzyko dla płodu lub karmionego dziecka.

## Interakcje
Salicylan choliny podany w postaci pastylek osłabia działanie stosowanych równocześnie leków z grupy NLPZ. Nasila działanie leków uspokajających i nasennych. Potęguje działanie leków przeciwzakrzepowych i przeciwcukrzycowych. Steroidowe i niesteroidowe leki przeciwzapalne, leki przeciwzakrzepowe, fibrynolityczne, hamujące agregację płytek podawane jednocześnie z salicylanami mogą nasilać ryzyko krwawień z przewodu pokarmowego.

## Działania niepożądane
Dla leku w postaci żelu na dziąsła może wystąpić krótkie, przemijające pieczenie, natomiast dla postaci kropli do uszu obserwowano miejscowe reakcje nadwrażliwości (zaczerwienienie i świąd skóry) oraz uszkodzenie słuchu u osób z perforacją błony bębenkowej.
Po przyjęciu pastylek zaobserwowano rzadko reakcje alergiczne (zaczerwienienie skóry i wysypki, kaszel, uczucie zatkania nosa, obrzęk twarzy, języka, warg, trudności w połykaniu lub oddychaniu), uszkodzenie błony śluzowej przewodu pokarmowego (ból brzucha, wymioty, krwawienia) i bardzo rzadko u dzieci poniżej 12. roku życia wystąpienie zespołu Reye’a.

## Dawkowanie
- Pastylki: dorośli i dzieci powyżej 12. rż. ssać po 1 pastylce 4-6 razy dziennie
- Krople do uszu: dorośli zwykle 3-4 krople do przewodu słuchowego zewnętrznego 3-4 razy na dobę
- Żel do stosowania na dziąsła: 2-3 razy dziennie niewielką ilość żelu nanosić na miejsca chorobowo zmienione, lekko wcierając przez ok. 2 minuty. Przez około 30 minut po zastosowaniu nie należy przyjmować żadnych napojów i pokarmów.

## Preparaty
Cholinex (GlaxoSmithKline Pharmaceuticals, pastylki), Sachol żel stomatologiczny (Jelfa, żel), Otinum (ICN Polfa Rzeszów, krople).